# 野上孟
野上 孟（のがみ はじめ、Hajime Nogami）は、ドラマー、パーカッショニスト、パーカッションインストラクター。千葉県柏市出身。

## 略歴
- 千葉県柏市立柏高校吹奏楽部で打楽器を担当、石田修一に師事。卒業後アメリカ・カリフォルニア州RiversideCommunityCollege入学、卒業。 音楽専攻でジャズドラムセット・マーチング・コンサート打楽器を学ぶ。

- 2002年 同大学のマーチング打楽器アンサンブルにてWGI（全米マーチング打楽器コンテスト）に参加1位を獲得。
- 2003年 SeattleCascade（ドラムコー）に参加DCI（ドラムコー世界大会）主催テナードラムソロコンテスト4位。 同年LosAngelesのマーチング打楽器アンサンブルBlackKnightsにてWGIに参加2位。
- 2004年 TheCadets（ドラムコー）にてテナードラムを担当。 同年大学のジャズバンドではリノジャズコンテストにて1位を獲得。
- 2005年8月に帰国、現在はドラムセット、テナードラムにてソロ・バンド演奏活動やインストラクターとしてマーチングバンド・打楽器の指導にあたる。
- 国内では2007年のDreamsComeTrue の『ワンダーランド2007』ドラムパフォーマンスの場面で出演。
- 2008年 『石川直ソロプロジェクト』に参加。2008年のBlast!(en)来日前には石川直とBlast!のPRライブに出演。
- 2009年1月にはリットーミュージック主催『第一回リズムアンドドラム・マガジン・フェスティバル』に石川直と共にマーチングパーカッション、ドラムセットで参加。
- 2009年 『石川直ソロプロジェクトVol.2』に参加。ツアー中にブラスト等で有名なトランペット奏者アダム・ラッパとレコーディング等も行う。

## 活動
- 関東、関西地域での演奏活動や地域のイベントで等でも演奏。また音楽やマーチング、打楽器の指導は主に関東、東北、北海道の地域を中心に活動。
- 国外ではアメリカの高校に曲を提供したり、東南アジアのタイでは2008年タイマーチングバンド全国大会や、2009年ロイヤルカップ（王族主催のイベント）の審査員を務める。音楽留学の経験を生かし、外国からの音楽講師を招いた際の通訳も度々行う。

## 主な出演
- DreamsComeTrue ワンダーランド(2007年)
- 石川直ソロプロジェクト(2008年)
- リットーミュージック主催　第一回リズムアンドドラム・マガジン・フェスティバル(2009年)
- 石川直ソロプロジェクトVol.2(2009年)